# Zeterohercon
Genre
Zeterohercon est un genre d'acariens mesostigmates de la famille des Heterozerconidae.

## Distribution
Les espèces de ce genre se rencontrent sur des squamates sud-américains.

## Liste des espèces
- Zeterohercon amphisbaenae Flechtmann & Johnston, 1990
- Zeterohercon elegans (Lizaso, 1981)

## Publication originale
- Flechtmann & Johnston, 1990 : Zeterohercon, a new genus of Heterozerconidae (Acari: Mesostigmata) and the description of Zeterohercon amphisbaenae n. sp. from Brasil. International Journal of Acarology, vol. 16, n. 3, p. 143-148 (texte intégral).